# Liga dos Campeões da UEFA de 2012–13 – Fase de Grupos
As equipes apuradas para a fase de grupos foram divididas em 4 potes, de acordo com os seus coeficientes na UEFA (exceto o detentor do título, Chelsea, que é automaticamente inserido no Pote 1) e formaram oito grupos de quatro equipes com jogos de ida e volta, onde se classificam os dois primeiros colocados de cada grupo para as oitavas-de-final. Os oito terceiros colocados classificam-se para fase de 16-avos-de-final da Liga Europa 2012-13. 
Se duas ou mais equipes terminarem iguais em pontos no final dos jogos do grupo, os seguintes critérios serão aplicados para determinar o ranking (em ordem decrescente):
1. maior número de pontos obtidos nos jogos entre as equipes em questão;
2. saldo de gols superior dos jogos disputados entre as equipes em questão;
3. maior número de gols marcados nos jogos disputados entre as equipes em questão;
4. maior número de gols marcados fora de casa nos jogos disputados entre as equipes em questão;
5. se, após a aplicação dos critérios de 1) a 4) para várias equipes, duas equipes ainda têm um ranking igual, os critérios de 1) a 4) serão reaplicados para determinar o ranking destas equipes;
6. saldo de gols de todos os jogos disputados no grupo;
7. maior número de gols marcados em todos os jogos disputados no grupo;
8. maior número de pontos acumulados pelo clube em questão, bem como a sua associação, ao longo das últimas cinco temporadas.

## Cerimônia de sorteio
A cerimônia de sorteio desta fase ocorreu em 30 de agosto de 2012 no Grimaldi Forum em Mônaco. Apresentado por Pedro Pinto e Melanie Winiger, contou com a presença de Frank Lampard do atual campeão Chelsea, que trouxe o troféu da competição. Também participaram do sorteio Denis Law, George Weah, Fabio Cannavaro e Steve McManaman, este, embaixador da partida final em Londres, que foram conduzidos por Giorgio Marchetti e Gianni Infantino, respectivamente, diretor de competições e secretário-geral da UEFA.
| Pote 1 | Pote 2 | Pote 3 | Pote 4 |
| --- | --- | --- | --- |
| - Chelsea (Detentor do título) - Barcelona - Manchester United - Bayern Munich - Real Madrid - Arsenal - Porto - Milan | - Valencia - Benfica - Shakhtar Donetsk - Zenit São Petersburg - Schalke 04 - Manchester City - Braga * - Dynamo Kyiv * | - Olympiakos - Ajax - Anderlecht * - Juventus - Spartak Moscou * - Paris Saint-Germain - Lille * - Galatasaray | - Celtic * - Borussia Dortmund - BATE Borisov * - Dínamo Zagreb * - Cluj * - Málaga * - Montpellier - Nordsjælland |

(*) Clubes Classificados nos play-off
| Legenda                                                                          |
| Classificado às oitavas-de-final                                                 |
| Classificado à fase de dezesseis-avos de final da Liga Europa da UEFA de 2012-13 |
| Eliminado                                                                        |

Horários até 27 de outubro de 2012 (partidas 1-3) estão em CEST (UTC+2), após (partidas 4–6) horários em CET (UTC+1).

## Grupo A
| Pos | Equipe              | Pts | J | V | E | D | GP | GC | SG  |                                  |  | PSG | POR | DK  | DZ  |
| --- | ------------------- | --- | - | - | - | - | -- | -- | --- | -------------------------------- |  | --- | --- | --- | --- |
| 1   | Paris Saint-Germain | 15  | 6 | 5 | 0 | 1 | 14 | 3  | +11 | Classificado às oitavas de final |  | —   | 2–1 | 4–1 | 4–0 |
| 2   | Porto               | 13  | 6 | 4 | 1 | 1 | 10 | 4  | +6  | Classificado às oitavas de final |  | 1–0 | —   | 3–2 | 3–0 |
| 3   | Dínamo de Kiev      | 5   | 6 | 1 | 2 | 3 | 6  | 10 | −4  | Transferido para Liga Europa     |  | 0–2 | 0–0 | —   | 2–0 |
| 4   | Dínamo Zagreb       | 1   | 6 | 0 | 1 | 5 | 1  | 14 | −13 | Eliminado                        |  | 0–2 | 0–2 | 1–1 | —   |

| 18 de setembro de 2012 | Dínamo Zagreb | 0 – 2     | Porto                    | Estádio Maksimir, Zagreb                   |
| 20:45                  |               | Relatório | Lucho 41' · Defour 90+2' | Público: 4 683 Árbitro: ITA Daniele Orsato |

| 18 de setembro de 2012 | Paris Saint-Germain                                                 | 4 – 1     | Dínamo de Kiev    | Estádio Parc des Princes, Paris            |
| 20:45                  | Ibrahimović 19' (pen) · Thiago Silva 29' · Alex 32' · Pastore 90+1' | Relatório | Miguel Veloso 87' | Público: 42 536 Árbitro: NED Björn Kuipers |

| 3 de outubro de 2012 | Dínamo de Kiev                 | 2 – 0     | Dínamo Zagreb | Estádio Olímpico de Kiev, Kiev               |
| 20:45                | Husyev 3' · Pivarić 33' (g.c.) | Relatório |               | Público: 47 804 Árbitro: ENG Martin Atkinson |

| 3 de outubro de 2012 | Porto         | 1 – 0     | Paris Saint-Germain | Estádio do Dragão, Porto                 |
| 20:45                | Rodríguez 83' | Relatório |                     | Público: 36 509 Árbitro: ENG Howard Webb |

| 24 de outubro de 2012 | Porto                          | 3 – 2     | Dínamo de Kiev         | Estádio do Dragão, Porto                    |
| 20:45                 | Varela 15' · Martínez 36', 78' | Relatório | Husyev 21' · Ideye 72' | Público: 29 317 Árbitro: CZE Pavel Kralovec |

| 24 de outubro de 2012 | Dínamo Zagreb | 0 – 2     | Paris Saint-Germain         | Estádio Maksimir, Zagreb                  |
| 20:45                 |               | Relatório | Ibrahimović 32' · Ménez 42' | Público: 9 326 Árbitro: TUR Fırat Aydınus |

| 6 de novembro de 2012 | Dínamo de Kiev | 0 – 0     | Porto | Estádio Olímpico de Kiev, Kiev                        |
| 20:45                 |                | Relatório |       | Público: 34 386 Árbitro: ESP Alberto Undiano Mallenco |

| 6 de novembro de 2012 | Paris Saint-Germain                             | 4 – 0     | Dínamo Zagreb | Estádio Parc des Princes, Paris        |
| 20:45                 | Alex 16' · Matuidi 61' · Ménez 65' · Hoarau 80' | Relatório |               | Público: 41 060 Árbitro: POL Pawel Gil |

| 21 de novembro de 2012 | Porto                                               | 3 – 0     | Dínamo Zagreb | Estádio do Dragão, Porto                       |
| 20:45                  | Lucho González 20' · João Moutinho 67' · Varela 85' | Relatório |               | Público: 27 603 Árbitro: ITA Paolo Tagliavento |

| 21 de novembro de 2012 | Dínamo de Kiev | 0 – 2     | Paris Saint-Germain | Estádio Olímpico de Kiev, Kiev              |
| 20:45                  |                | Relatório | Lavezzi 45', 52'    | Público: 36 712 Árbitro: GER Wolfgang Stark |

| 4 de dezembro de 2012 | Dínamo Zagreb           | 1 – 1     | Dínamo de Kiev   | Estádio Maksimir, Zagreb                      |
| 20:45                 | Krstanović 90+5' (pen.) | Relatório | Yarmolenko 45+1' | Público: 3 663 Árbitro: BUL Stanislav Todorov |

| 4 de dezembro de 2012 | Paris Saint-Germain            | 2 – 1     | Porto                | Estádio Parc des Princes, Paris            |
| 20:45                 | Thiago Silva 29' · Lavezzi 61' | Relatório | Jackson Martínez 33' | Público: 45 512 Árbitro: SCO Craig Thomson |

## Grupo B
| Pos | Equipe      | Pts | J | V | E | D | GP | GC | SG |                                  |  | SCH | ARS | OLY | MH  |
| --- | ----------- | --- | - | - | - | - | -- | -- | -- | -------------------------------- |  | --- | --- | --- | --- |
| 1   | Schalke 04  | 12  | 6 | 3 | 3 | 0 | 10 | 6  | +4 | Classificado às oitavas de final |  | —   | 2–2 | 1–0 | 2–2 |
| 2   | Arsenal     | 10  | 6 | 3 | 1 | 2 | 10 | 8  | +2 | Classificado às oitavas de final |  | 0–2 | —   | 3–1 | 2–0 |
| 3   | Olympiacos  | 9   | 6 | 3 | 0 | 3 | 9  | 9  | 0  | Transferido para Liga Europa     |  | 1–2 | 2–1 | —   | 3–1 |
| 4   | Montpellier | 2   | 6 | 0 | 2 | 4 | 6  | 12 | −6 | Eliminado                        |  | 1–1 | 1–2 | 1–2 | —   |

| 18 de setembro de 2012 | Montpellier       | 1 – 2     | Arsenal                     | Stade de la Mosson, Montpellier                      |
| 20:45                  | Belhanda 9' (pen) | Relatório | Podolski 16' · Gervinho 18' | Público: 27 522 Árbitro: ESP Carlos Velasco Carballo |

| 18 de setembro de 2012 | Olympiacos | 1 – 2     | Schalke 04                  | Estádio Karaiskákis, Pireu                            |
| 20:45                  | Abdoun 58' | Relatório | Höwedes 41' · Huntelaar 59' | Público: 30 922 Árbitro: ESP David Fernández Borbalán |

| 3 de outubro de 2012 | Schalke 04                         | 2 – 2     | Montpellier               | Veltins-Arena, Gelsenkirchen                |
| 20:45                | Draxler 26' · Huntelaar 53' (pen.) | Relatório | Aït-Fana 13' · Camara 90' | Público: 50 004 Árbitro: RUS Sergei Karasev |

| 3 de outubro de 2012 | Arsenal                                    | 3 – 1     | Olympiacos      | Emirates Stadium, Londres                      |
| 20:45                | Gervinho 42' · Podolski 56' · Ramsey 90+4' | Relatório | Mitroglou 45+1' | Público: 60 034 Árbitro: NOR Svein Oddvar Moen |

| 24 de outubro de 2012 | Arsenal | 0 – 2     | Schalke 04                  | Emirates Stadium, Londres                   |
| 20:45                 |         | Relatório | Huntelaar 76' · Afellay 86' | Público: 60 049 Árbitro: SWE Jonas Eriksson |

| 24 de outubro de 2012 | Montpellier     | 1 – 2     | Olympiacos                      | Stade de la Mosson, Montpellier             |
| 20:45                 | Charbonnier 49' | Relatório | Torosidis 73' · Mitroglou 90+1' | Público: 22 834 Árbitro: ITA Daniele Orsato |

| 6 de novembro de 2012 | Schalke 04                   | 2 – 2     | Arsenal                  | Veltins-Arena, Gelsenkirchen                |
| 20:45                 | Huntelaar 45+2' · Farfán 67' | Relatório | Walcott 18' · Giroud 26' | Público: 54 142 Árbitro: ITA Nicola Rizzoli |

| 6 de novembro de 2012 | Olympiacos                                   | 3 – 1     | Montpellier         | Estádio Karaiskákis, Pireu                    |
| 20:45                 | Paulo Machado 4' · Greco 80' · Mitroglou 82' | Relatório | Belhanda 66' (pen.) | Público: 28 217 Árbitro: CRO Marijo Strahonja |

| 21 de novembro de 2012 | Arsenal                     | 2 – 0     | Montpellier | Emirates Stadium, Londres                  |
| 20:45                  | Wilshere 49' · Podolski 63' | Relatório |             | Público: 59 760 Árbitro: TUR Fırat Aydınus |

| 21 de novembro de 2012 | Schalke 04 | 1 – 0     | Olympiacos | Veltins-Arena, Gelsenkirchen               |
| 20:45                  | Fuchs 77'  | Relatório |            | Público: 52 254 Árbitro: NED Björn Kuipers |

| 4 de dezembro de 2012 | Montpellier | 1 – 1     | Schalke 04  | Stade de la Mosson, Montpellier                  |
| 20:45                 | Herrera 59' | Relatório | Höwedes 56' | Público: 23 142 Árbitro: ESP Antonio Mateu Lahoz |

| 4 de dezembro de 2012 | Olympiacos                   | 2 – 1     | Arsenal     | Estádio Karaiskákis, Pireu                            |
| 20:45                 | Maniatis 64' · Mitroglou 73' | Relatório | Rosický 38' | Público: 28 128 Árbitro: ESP Alberto Undiano Mallenco |

## Grupo C
| Pos | Equipe     | Pts | J | V | E | D | GP | GC | SG |                                  |  | MAL | ACM | ZEN | AND |
| --- | ---------- | --- | - | - | - | - | -- | -- | -- | -------------------------------- |  | --- | --- | --- | --- |
| 1   | Málaga     | 12  | 6 | 3 | 3 | 0 | 12 | 5  | +7 | Classificado às oitavas de final |  | —   | 1–0 | 3–0 | 2–2 |
| 2   | Milan      | 8   | 6 | 2 | 2 | 2 | 7  | 6  | +1 | Classificado às oitavas de final |  | 1–1 | —   | 0–1 | 0–0 |
| 3   | Zenit      | 7   | 6 | 2 | 1 | 3 | 6  | 9  | −3 | Transferido para Liga Europa     |  | 2–2 | 2–3 | —   | 1–0 |
| 4   | Anderlecht | 5   | 6 | 1 | 2 | 3 | 4  | 9  | −5 | Eliminado                        |  | 0–3 | 1–3 | 1–0 | —   |

| 18 de setembro de 2012 | Málaga                     | 3 – 0     | Zenit | Estádio La Rosaleda, Málaga                   |
| 20:45                  | Isco 3', 76' · Saviola 13' | Relatório |       | Público: 23 670 Árbitro: ENG Mark Clattenburg |

| 18 de setembro de 2012 | Milan | 0 – 0     | Anderlecht | Estádio San Siro, Milão                     |
| 20:45                  |       | Relatório |            | Público: 27 593 Árbitro: SCO William Collum |

| 3 de outubro de 2012 | Zenit                     | 2 – 3     | Milan                                               | Estádio Petrovsky, São Petersburgo       |
| 18:00                | Hulk 45+2' · Shirokov 49' | Relatório | Emanuelson 13' · El Shaarawy 16' · Hubočan 75' (gc) | Público: 21 703 Árbitro: GER Felix Brych |

| 3 de outubro de 2012 | Anderlecht | 0 – 3     | Málaga                                 | Constant Vanden Stock Stadium, Bruxelas    |
| 20:45                |            | Relatório | Eliseu 45+1', 64' · Joaquín 56' (pen.) | Público: 15 711 Árbitro: HUN Viktor Kassai |

| 24 de outubro de 2012 | Zenit                | 1 – 0     | Anderlecht | Estádio Petrovsky, São Petersburgo      |
| 18:00                 | Kerzhakov 72' (pen.) | Relatório |            | Público: 18 034 Árbitro: CRO Ivan Bebek |

| 24 de outubro de 2012 | Málaga      | 1 – 0     | Milan | Estádio La Rosaleda, Málaga                |
| 20:45                 | Joaquín 64' | Relatório |       | Público: 27 683 Árbitro: POR Pedro Proença |

| 6 de novembro de 2012 | Anderlecht  | 1 – 0     | Zenit | Constant Vanden Stock Stadium, Bruxelas     |
| 20:45                 | Mbokani 17' | Relatório |       | Público: 16 437 Árbitro: FRA Antony Gautier |

| 6 de novembro de 2012 | Milan    | 1 – 1     | Málaga     | Estádio San Siro, Milão                  |
| 20:45                 | Pato 73' | Relatório | Eliseu 40' | Público: 30 891 Árbitro: ENG Howard Webb |

| 21 de novembro de 2012 | Zenit                    | 2 – 2     | Málaga                       | Estádio Petrovsky, São Petersburgo                |
| 18:00                  | Danny 49' · Fayzulin 86' | Relatório | Buonanotte 8' · Fernández 9' | Público: 18 347 Árbitro: POR Olegário Benquerença |

| 21 de novembro de 2012 | Anderlecht    | 1 – 3     | Milan                                    | Constant Vanden Stock Stadium, Bruxelas    |
| 20:45                  | De Sutter 78' | Relatório | El Shaarawy 47' · Mexès 71' · Pato 90+1' | Público: 19 803 Árbitro: SVN Damir Skomina |

| 4 de dezembro de 2012 | Málaga        | 2 – 2     | Anderlecht                  | Estádio La Rosaleda, Málaga                |
| 20:45                 | Duda 45', 61' | Relatório | Jovanović 50' · Mbokani 89' | Público: 21 769 Árbitro: GER Deniz Aytekin |

| 4 de dezembro de 2012 | Milan | 0 – 1     | Zenit     | Estádio San Siro, Milão                   |
| 20:45                 |       | Relatório | Danny 35' | Público: 29 508 Árbitro: FRA Tony Chapron |

## Grupo D
| Pos | Equipe            | Pts | J | V | E | D | GP | GC | SG |                                  |  | BVB | RM  | AJX | MC  |
| --- | ----------------- | --- | - | - | - | - | -- | -- | -- | -------------------------------- |  | --- | --- | --- | --- |
| 1   | Borussia Dortmund | 14  | 6 | 4 | 2 | 0 | 11 | 5  | +6 | Classificado às oitavas de final |  | —   | 2–1 | 1–0 | 1–0 |
| 2   | Real Madrid       | 11  | 6 | 3 | 2 | 1 | 15 | 9  | +6 | Classificado às oitavas de final |  | 2–2 | —   | 4–1 | 3–2 |
| 3   | Ajax              | 4   | 6 | 1 | 1 | 4 | 8  | 16 | −8 | Transferido para Liga Europa     |  | 1–4 | 1–4 | —   | 3–1 |
| 4   | Manchester City   | 3   | 6 | 0 | 3 | 3 | 7  | 11 | −4 | Eliminado                        |  | 1–1 | 1–1 | 2–2 | —   |

| 18 de setembro de 2012 | Borussia Dortmund | 1 – 0     | Ajax | Estádio Signal Iduna Park, Dortmund            |
| 20:45                  | Lewandowski 87'   | Relatório |      | Público: 65 829 Árbitro: ITA Paolo Tagliavento |

| 18 de setembro de 2012 | Real Madrid                                       | 3 – 2     | Manchester City         | Estádio Santiago Bernabéu, Madrid          |
| 20:45                  | Marcelo 76' · Benzema 87' · Cristiano Ronaldo 90' | Relatório | Džeko 69' · Kolarov 85' | Público: 70 381 Árbitro: SVN Damir Skomina |

| 3 de outubro de 2012 | Manchester City      | 1 – 1     | Borussia Dortmund | City of Manchester Stadium, Manchester      |
| 20:45                | Balotelli 90' (pen.) | Relatório | Reus 61'          | Público: 43 657 Árbitro: CZE Pavel Kralovec |

| 3 de outubro de 2012 | Ajax          | 1 – 4     | Real Madrid                                   | Amsterdam Arena, Amsterdã                   |
| 20:45                | Moisander 56' | Relatório | Cristiano Ronaldo 42', 79', 81' · Benzema 48' | Público: 49 491 Árbitro: SWE Jonas Eriksson |

| 24 de outubro de 2012 | Ajax                                         | 3 – 1     | Manchester City | Amsterdam Arena, Amsterdã                      |
| 20:45                 | S. de Jong 45' · Moisander 57' · Eriksen 68' | Relatório | Nasri 22'       | Público: 45 743 Árbitro: NOR Svein Oddvar Moen |

| 24 de outubro de 2012 | Borussia Dortmund               | 2 – 1     | Real Madrid           | Estádio Signal Iduna Park, Dortmund        |
| 20:45                 | Lewandowski 36' · Schmelzer 64' | Relatório | Cristiano Ronaldo 38' | Público: 65 829 Árbitro: HUN Viktor Kassai |

| 6 de novembro de 2012 | Manchester City           | 2 – 2     | Ajax                | City of Manchester Stadium, Manchester       |
| 20:45                 | Y. Touré 22' · Agüero 74' | Relatório | S. de Jong 10', 17' | Público: 40 222 Árbitro: DEN Peter Rasmussen |

| 6 de novembro de 2012 | Real Madrid         | 2 – 2     | Borussia Dortmund             | Estádio Santiago Bernabéu, Madrid         |
| 20:45                 | Pepe 34' · Özil 89' | Relatório | Reus 28' · Arbeloa 45' (g.c.) | Público: 74 932 Árbitro: TUR Cüneyt Çakır |

| 21 de novembro de 2012 | Ajax       | 1 – 4     | Borussia Dortmund                          | Amsterdam Arena, Amsterdã                  |
| 20:45                  | Hoesen 87' | Relatório | Reus 8' · Götze 36' · Lewandowski 41', 67' | Público: 47 500 Árbitro: POR Pedro Proença |

| 21 de novembro de 2012 | Manchester City   | 1 – 1     | Real Madrid | City of Manchester Stadium, Manchester       |
| 20:45                  | Agüero 73' (pen.) | Relatório | Benzema 10' | Público: 45 740 Árbitro: ITA Gianluca Rocchi |

| 4 de dezembro de 2012 | Borussia Dortmund | 1 – 0     | Manchester City | Estádio Signal Iduna Park, Dortmund        |
| 20:45                 | Schieber 57'      | Relatório |                 | Público: 65 829 Árbitro: SRB Milorad Mažić |

| 4 de dezembro de 2012 | Real Madrid                                               | 4 – 1     | Ajax           | Estádio Santiago Bernabéu, Madrid           |
| 20:45                 | Cristiano Ronaldo 17' · José Callejón 28', 88' · Kaká 49' | Relatório | Boerrigter 60' | Público: 57 245 Árbitro: CZE Pavel Kralovec |

## Grupo E
| Pos | Equipe           | Pts | J | V | E | D | GP | GC | SG  |                                  |  | JUV | SHK | CHL | FCN |
| --- | ---------------- | --- | - | - | - | - | -- | -- | --- | -------------------------------- |  | --- | --- | --- | --- |
| 1   | Juventus         | 12  | 6 | 3 | 3 | 0 | 12 | 4  | +8  | Classificado às oitavas de final |  | —   | 1–1 | 3–0 | 4–0 |
| 2   | Shakhtar Donetsk | 10  | 6 | 3 | 1 | 2 | 12 | 8  | +4  | Classificado às oitavas de final |  | 0–1 | —   | 2–1 | 2–0 |
| 3   | Chelsea          | 10  | 6 | 3 | 1 | 2 | 16 | 10 | +6  | Transferido para Liga Europa     |  | 2–2 | 3–2 | —   | 6–1 |
| 4   | Nordsjælland     | 1   | 6 | 0 | 1 | 5 | 4  | 22 | −18 | Eliminado                        |  | 1–1 | 2–5 | 0–4 | —   |

1. 1 2  O Shakhtar Donetsk está classificado à frente do Chelsea no confronto direto com gols fora de casa

| 19 de Setembro de 2012 | Shakhtar Donetsk    | 2 – 0     | Nordsjælland | Donbass Arena, Donetsk                 |
| 20:45                  | Mkhitaryan 44', 76' | Relatório |              | Público: 45 816 Árbitro: POL Pawel Gil |

| 19 de Setembro de 2012 | Chelsea        | 2 – 2     | Juventus                     | Stamford Bridge, Londres                   |
| 20:45                  | Oscar 31', 33' | Relatório | Vidal 38' · Quagliarella 80' | Público: 40 918 Árbitro: POR Pedro Proença |

| 2 de Outubro de 2012 | Juventus    | 1 – 1     | Shakhtar Donetsk  | Juventus Stadium, Turim                  |
| 20:45                | Bonucci 26' | Relatório | Alex Teixeira 23' | Público: 25 599 Árbitro: NED Bas Nijhuis |

| 2 de Outubro de 2012 | Nordsjælland | 0 – 4     | Chelsea                                      | Estádio Parken, Copenhague                    |
| 20:45                |              | Relatório | Mata 33', 82' · David Luiz 79' · Ramires 89' | Público: 25 120 Árbitro: CRO Marijo Strahonja |

| 23 de Outubro de 2012 | Nordsjælland | 1 – 1     | Juventus    | Estádio Parken, Copenhague                 |
| 20:45                 | Beckmann 50' | Relatório | Vučinić 81' | Público: 22 404 Árbitro: GER Deniz Aytekin |

| 23 de Outubro de 2012 | Shakhtar Donetsk                   | 2 – 1     | Chelsea   | Donbass Arena, Donetsk                     |
| 20:45                 | Alex Teixeira 3' · Fernandinho 52' | Relatório | Oscar 88' | Público: 51 435 Árbitro: SVN Damir Skomina |

| 7 de Novembro de 2012 | Juventus                                                   | 4 – 0     | Nordsjælland | Juventus Stadium, Turim                         |
| 20:45                 | Marchisio 7' · Vidal 23' · Giovinco 37' · Quagliarella 75' | Relatório |              | Público: 29 000 Árbitro: MKD Aleksandar Stavrev |

| 7 de Novembro de 2012 | Chelsea                             | 3 – 2     | Shakhtar Donetsk | Stamford Bridge, Londres                             |
| 20:45                 | Torres 6' · Oscar 40' · Moses 90+4' | Relatório | Willian 9', 47'  | Público: 41 067 Árbitro: ESP Carlos Velasco Carballo |

| 20 de Novembro de 2012 | Nordsjælland                   | 2 – 5     | Shakhtar Donetsk                              | Estádio Parken, Copenhague                  |
| 20:45                  | Nordstrand 24' · Lorentzen 30' | Relatório | Luiz Adriano 26', 53', 81' · Willian 44', 50' | Público: 17 054 Árbitro: FRA Antony Gautier |

| 20 de Novembro de 2012 | Juventus                                      | 3 – 0     | Chelsea | Juventus Stadium, Turim                   |
| 20:45                  | Quagliarella 38' · Vidal 61' · Giovinco 90+1' | Relatório |         | Público: 39 670 Árbitro: TUR Cüneyt Çakır |

| 5 de Dezembro de 2012 | Shakhtar Donetsk | 0 – 1     | Juventus          | Donbass Arena, Donetsk                      |
| 20:45                 |                  | Relatório | Kucher 56' (g.c.) | Público: 50 104 Árbitro: SWE Jonas Eriksson |

| 5 de Dezembro de 2012 | Chelsea                                                                            | 6 – 1     | Nordsjælland | Stamford Bridge, Londres                 |
| 20:45                 | David Luiz 38' (pen.) · Torres 45+2', 56' · Cahill 51' · Juan Mata 63' · Oscar 71' | Relatório | John 46'     | Público: 40 084 Árbitro: NED Bas Nijhuis |

## Grupo F
| Pos | Equipe            | Pts | J | V | E | D | GP | GC | SG |                                  |  | BAY | VAL | BTE | LIL |
| --- | ----------------- | --- | - | - | - | - | -- | -- | -- | -------------------------------- |  | --- | --- | --- | --- |
| 1   | Bayern de Munique | 13  | 6 | 4 | 1 | 1 | 15 | 7  | +8 | Classificado às oitavas de final |  | —   | 2–1 | 4–1 | 6–1 |
| 2   | Valencia          | 13  | 6 | 4 | 1 | 1 | 12 | 5  | +7 | Classificado às oitavas de final |  | 1–1 | —   | 4–2 | 2–0 |
| 3   | BATE Borisov      | 6   | 6 | 2 | 0 | 4 | 9  | 15 | −6 | Transferido para Liga Europa     |  | 3–1 | 0–3 | —   | 0–2 |
| 4   | Lille             | 3   | 6 | 1 | 0 | 5 | 4  | 13 | −9 | Eliminado                        |  | 0–1 | 0–1 | 1–3 | —   |

| 19 de Setembro de 2012 | Lille       | 1 – 3     | BATE Borisov                                | Grand Stade Lille Métropole, Villeneuve-d'Ascq |
| 20:45                  | Chedjou 60' | Relatório | Volodko 6' · Rodionov 20' · Olekhnovich 43' | Público: 38 122 Árbitro: POL Marcin Borski     |

| 19 de Setembro de 2012 | Bayern de Munique              | 2 – 1     | Valencia     | Allianz Arena, Munique                     |
| 20:45                  | Schweinsteiger 38' · Kroos 76' | Relatório | Valdez 90+1' | Público: 68 000 Árbitro: TUR Firat Aydinus |

| 2 de Outubro de 2012 | Valencia       | 2 – 0     | Lille | Estádio de Mestalla, Valência                |
| 20:45                | Jonas 38', 75' | Relatório |       | Público: 28 517 Árbitro: ITA Gianluca Rocchi |

| 2 de Outubro de 2012 | BATE Borisov                              | 3 – 1     | Bayern de Munique | Estádio Dínamo de Minsk, Minsk                  |
| 20:45                | Pavlov 23' · Rodionov 78' · Bressan 90+5' | Relatório | Ribéry 90+1'      | Público: 24 636 Árbitro: MKD Aleksandar Stavrev |

| 23 de Outubro de 2012 | BATE Borisov | 0 – 3     | Valencia                       | Estádio Dínamo de Minsk, Minsk             |
| 20:45                 |              | Relatório | Soldado 45+1' (pen.), 55', 69' | Público: 29 180 Árbitro: SCO Craig Thomson |

| 23 de Outubro de 2012 | Lille | 0 – 1     | Bayern de Munique    | Grand Stade Lille Métropole, Villeneuve-d'Ascq |
| 20:45                 |       | Relatório | T. Müller 20' (pen.) | Público: 45 259 Árbitro: ENG Martin Atkinson   |

| 7 de Novembro de 2012 | Valencia                                           | 4 – 2     | BATE Borisov                       | Estádio de Mestalla, Valência                 |
| 20:45                 | Jonas 26' · Soldado 29' (pen.) · Feghouli 51', 86' | Relatório | Renan Bressan 53' · Mozolevski 83' | Público: 22 795 Árbitro: NOR Tom Harald Hagen |

| 7 de Novembro de 2012 | Bayern de Munique                                                          | 6 – 1     | Lille     | Allianz Arena, Munique                           |
| 20:45                 | Schweinsteiger 5' · Pizarro 18', 28', 33' · Balmont 23' (g.c.) · Kroos 66' | Relatório | Kalou 57' | Público: 68 000 Árbitro: ROU Ovidiu Alin Hategan |

| 20 de Novembro de 2012 | BATE Borisov | 0 – 2     | Lille                  | Estádio Dínamo de Minsk, Minsk                |
| 20:45                  |              | Relatório | Sidibé 14' · Bruno 31' | Público: 22 810 Árbitro: CRO Marijo Strahonja |

| 20 de Novembro de 2012 | Valencia     | 1 – 1     | Bayern de Munique | Estádio de Mestalla, Valência            |
| 20:45                  | Feghouli 77' | Relatório | T. Müller 82'     | Público: 35 407 Árbitro: ENG Howard Webb |

| 5 de Dezembro de 2012 | Lille | 0 – 1     | Valencia         | Grand Stade Lille Métropole, Villeneuve-d'Ascq  |
| 20:45                 |       | Relatório | Jonas 35' (pen.) | Público: 40 036 Árbitro: MKD Aleksandar Stavrev |

| 5 de Dezembro de 2012 | Bayern de Munique                                   | 4 – 1     | BATE Borisov  | Allianz Arena, Munique                      |
| 20:45                 | Gomez 22' · T. Müller 54' · Shaqiri 66' · Alaba 83' | Relatório | Filipenko 89' | Público: 68 000 Árbitro: SCO William Collum |

## Grupo G
| Pos | Equipe         | Pts | J | V | E | D | GP | GC | SG |                                  |  | BAR | CEL | SLB | SPM |
| --- | -------------- | --- | - | - | - | - | -- | -- | -- | -------------------------------- |  | --- | --- | --- | --- |
| 1   | Barcelona      | 13  | 6 | 4 | 1 | 1 | 11 | 5  | +6 | Classificado às oitavas de final |  | —   | 2–1 | 0–0 | 3–2 |
| 2   | Celtic         | 10  | 6 | 3 | 1 | 2 | 9  | 8  | +1 | Classificado às oitavas de final |  | 2–1 | —   | 0–0 | 2–1 |
| 3   | Benfica        | 8   | 6 | 2 | 2 | 2 | 5  | 5  | 0  | Transferido para Liga Europa     |  | 0–2 | 2–1 | —   | 2–0 |
| 4   | Spartak Moscou | 3   | 6 | 1 | 0 | 5 | 7  | 14 | −7 | Eliminado                        |  | 0–3 | 2–3 | 2–1 | —   |

| 19 de Setembro de 2012 | Barcelona                  | 3 – 2     | Spartak Moscou                       | Camp Nou, Barcelona                        |
| 20:45                  | Tello 14' · Messi 72', 80' | Relatório | Daniel Alves 29' (g.c.) · Rômulo 59' | Público: 73 580 Árbitro: SRB Milorad Mažić |

| 19 de Setembro de 2012 | Celtic | 0 – 0     | Benfica | Celtic Park, Glasgow                        |
| 20:45                  |        | Relatório |         | Público: 57 759 Árbitro: ITA Nicola Rizzoli |

| 2 de Outubro de 2012 | Spartak Moscou   | 2 – 3     | Celtic                                         | Estádio Lujniki, Moscou                   |
| 18:00                | Emenike 41', 48' | Relatório | Hooper 12' · Kombarov 71' (g.c.) · Samaras 90' | Público: 43 351 Árbitro: FRA Tony Chapron |

| 2 de Outubro de 2012 | Benfica | 0 – 2     | Barcelona                 | Estádio da Luz, Lisboa                    |
| 20:45                |         | Relatório | Sánchez 6' · Fàbregas 56' | Público: 63 847 Árbitro: TUR Cüneyt Çakır |

| 23 de Outubro de 2012 | Spartak Moscou                        | 2 – 1     | Benfica  | Estádio Lujniki, Moscou                       |
| 18:00                 | Rafael Carioca 3' · Jardel 43' (g.c.) | Relatório | Lima 32' | Público: 41 237 Árbitro: ENG Mark Clattenburg |

| 23 de Outubro de 2012 | Barcelona                      | 2 – 1     | Celtic      | Camp Nou, Barcelona                          |
| 20:45                 | Iniesta 45' · Jordi Alba 90+4' | Relatório | Samaras 18' | Público: 77 781 Árbitro: ITA Gianluca Rocchi |

| 7 de Novembro de 2012 | Benfica                | 2 – 0     | Spartak Moscou | Estádio da Luz, Lisboa                     |
| 20:45                 | Óscar Cardozo 55', 69' | Relatório |                | Público: 36 448 Árbitro: GER Florian Meyer |

| 7 de Novembro de 2012 | Celtic                 | 2 – 1     | Barcelona   | Celtic Park, Glasgow                       |
| 20:45                 | Wanyama 21' · Watt 83' | Relatório | Messi 90+1' | Público: 58 841 Árbitro: NED Björn Kuipers |

| 20 de Novembro de 2012 | Spartak Moscou | 0 – 3     | Barcelona                         | Estádio Lujniki, Moscou                 |
| 18:00                  |                | Relatório | Daniel Alves 16' · Messi 27', 39' | Público: 67 325 Árbitro: CRO Ivan Bebek |

| 20 de Novembro de 2012 | Benfica             | 2 – 1     | Celtic      | Estádio da Luz, Lisboa                     |
| 20:45                  | John 7' · Garay 71' | Relatório | Samaras 32' | Público: 47 065 Árbitro: HUN Viktor Kassai |

| 5 de Dezembro de 2012 | Barcelona | 0 – 0     | Benfica | Camp Nou, Barcelona                            |
| 20:45                 |           | Relatório |         | Público: 50 659 Árbitro: NOR Svein Oddvar Moen |

| 5 de Dezembro de 2012 | Celtic                          | 2 – 1     | Spartak Moscou | Celtic Park, Glasgow                     |
| 20:45                 | Hooper 21' · Commons 81' (pen.) | Relatório | Ari 39'        | Público: 59 168 Árbitro: GER Felix Brych |

## Grupo H
| Pos | Equipe            | Pts | J | V | E | D | GP | GC | SG |                                  |  | MU  | GAL | CFR | SCB |
| --- | ----------------- | --- | - | - | - | - | -- | -- | -- | -------------------------------- |  | --- | --- | --- | --- |
| 1   | Manchester United | 12  | 6 | 4 | 0 | 2 | 9  | 6  | +3 | Classificado às oitavas de final |  | —   | 1–0 | 0–1 | 3–2 |
| 2   | Galatasaray       | 10  | 6 | 3 | 1 | 2 | 7  | 6  | +1 | Classificado às oitavas de final |  | 1–0 | —   | 1–1 | 0–2 |
| 3   | Cluj              | 10  | 6 | 3 | 1 | 2 | 9  | 7  | +2 | Transferido para Liga Europa     |  | 1–2 | 1–3 | —   | 3–1 |
| 4   | Sporting de Braga | 3   | 6 | 1 | 0 | 5 | 7  | 13 | −6 | Eliminado                        |  | 1–3 | 1–2 | 0–2 | —   |

| 19 de Setembro de 2012 | Manchester United | 1 – 0     | Galatasaray | Old Trafford, Manchester                    |
| 20:45                  | Carrick 7'        | Relatório |             | Público: 74 653 Árbitro: GER Wolfgang Stark |

| 19 de Setembro de 2012 | Braga | 0 – 2     | Cluj                   | Estádio Municipal, Braga                     |
| 20:45                  |       | Relatório | Rafael Bastos 19', 34' | Público: 15 000 Árbitro: DEN Peter Rasmussen |

| 2 de Outubro de 2012 | Cluj          | 1 – 2     | Manchester United   | Stadionul Dr. Constantin Rădulescu, Cluj-Napoca       |
| 20:45                | Kapetanos 14' | Relatório | van Persie 29', 49' | Público: 16 259 Árbitro: ESP Alberto Undiano Mallenco |

| 2 de Outubro de 2012 | Galatasaray | 0 – 2     | Braga                   | Türk Telekom Arena, Istanbul                  |
| 20:45                |             | Relatório | Micael 27' · Alan 90+4' | Público: 46 987 Árbitro: NOR Tom Harald Hagen |

| 23 de Outubro de 2012 | Galatasaray | 1 – 1     | Cluj               | Türk Telekom Arena, Istanbul                   |
| 20:45                 | Yılmaz 77'  | Relatório | Nounkeu 19' (g.c.) | Público: 39 013 Árbitro: ITA Paolo Tagliavento |

| 23 de Outubro de 2012 | Manchester United              | 3 – 2     | Braga        | Old Trafford, Manchester                   |
| 20:45                 | Hernández 25', 75' · Evans 62' | Relatório | Alan 2', 20' | Público: 73 195 Árbitro: SRB Milorad Mažić |

| 7 de Novembro de 2012 | Cluj       | 1 – 3     | Galatasaray                | Stadionul Dr. Constantin Rădulescu, Cluj-Napoca |
| 20:45                 | Sougou 53' | Relatório | Burak Yılmaz 18', 61', 74' | Público: 16 232 Árbitro: SCO William Collum     |

| 7 de Novembro de 2012 | Braga           | 1 – 3     | Manchester United                                    | Estádio Municipal, Braga                 |
| 20:45                 | Alan 49' (pen.) | Relatório | van Persie 80' · Rooney 84' (pen.) · Hernández 90+2' | Público: 15 388 Árbitro: GER Felix Brych |

| 20 de Novembro de 2012 | Galatasaray      | 1 – 0     | Manchester United | Türk Telekom Arena, Istanbul                         |
| 20:45                  | Burak Yılmaz 54' | Relatório |                   | Público: 50 278 Árbitro: ESP Carlos Velasco Carballo |

| 20 de Novembro de 2012 | Cluj                   | 3 – 1     | Braga    | Stadionul Dr. Constantin Rădulescu, Cluj-Napoca |
| 20:45                  | Rui Pedro 7', 15', 33' | Relatório | Alan 17' | Público: 14 635 Árbitro: RUS Sergei Karasev     |

| 5 de Dezembro de 2012 | Manchester United | 0 – 1     | Cluj             | Old Trafford, Manchester                    |
| 20:45                 |                   | Relatório | Luís Alberto 56' | Público: 71 521 Árbitro: ITA Daniele Orsato |

| 5 de Dezembro de 2012 | Braga       | 1 – 2     | Galatasaray                         | Estádio Municipal, Braga                   |
| 20:45                 | Mossoró 32' | Relatório | Burak Yılmaz 58' · Aydın Yılmaz 78' | Público: 8 964 Árbitro: ITA Nicola Rizzoli |